# Exposició Universal de Lieja (1905)

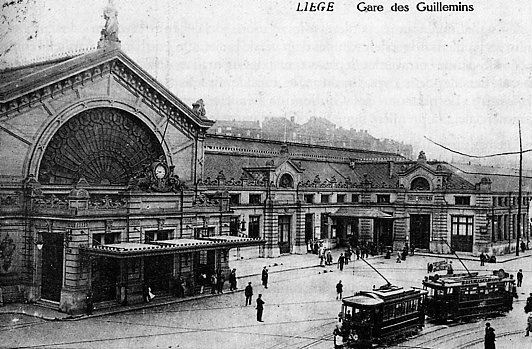
Imatge de Lieja el 1905.

L'Exposició Universal de Lieja (en francès: *Exposition Universelle et Internationale de Liège*) va ser una fira mundial celebrada a Lieja, Bèlgica, del 27 d'abril al 6 de novembre de 1905, només vuit anys després d'una altra exposició belga a Brussel·les.
L'objectiu de l'esdeveniment era destacar la importància industrial de Lieja, al mateix temps que commemorava els 75 anys de la independència de Bèlgica i els 40 anys de regnat del rei Leopold II. L'exposició va rebre 7 milions de visitants, es va estendre sobre 52 acres i va generar 75.117 francs belgues.:416

## Dades
- Superfície: 70 hectàrees.
- Països participants: 31
- Visitants: 7.000.000
- Cost de l'Exposició: 2.890.360 $.